# Феліпе Візеу
 Феліпе дос Рейш Візеу ду Карму або просто Феліпе Візеу (порт.-браз. Felipe dos Reis Pereira Vizeu do Carmo / Felipe Vizeu; нар. 12 березня 1997, Треш-Ріуш, Бразилія) — бразильський футболіст, нападник клубу італійської Серії A «Удінезе», який виступає за японський клуб «Йокагама». Зіграв 10 матчів у футболці молодіжної збірної Бразилії (U-20).

## Клубна кар'єра

### Ранні роки
Розпочав футбольну кар'єру 2011 року у футболці «Америки Мінейро». Ще під час виступів в юнацьких командах, зокрема й після того як відзначився в Кубку BH (традиційні змагання для гравців до 15 років), він привернув до себе увагу «Фламенгу», який підписав його у 2013 році. Того ж року виділявся в Кубку Бразилії U-17.
У 2014 році також з'явився в молодіжній команді, допоміг клубу виграти Кубок Отавіо Пінту Гімарайша у вище вказаному році.
У 2015 році вперше зіграв у традиційному Кубку Сан-Паулу з футболу серед юніорів, вийшовши на заміну Дугласу Баджіо.
У 2016 році був одним з лідерів «Фламенго», з яким виграв його третій Кубок Сан-Паулу з футболу серед юіорів, завершив змагання як другий найкращий бомбардир (з 7 голами) та визнаний найкращим гравцем турніру. Вже інтегрований у професійну команду, продовжив контракт до грудня 2020 року.

### «Фламенгу»

#### 2016
У футболці «Фламенгу» дебютував 11 лютого 2016 року у матчі Ліги Каріока проти «Португези». У вище вказаному турнірі провів хороші матчі, відзначився 3-ма голами (два — проти «Бангу» та один — проти «Кабофріенсе»). 26 травня у поєдинку проти «Шапекоенсе» Феліпе дебютував у бразильській Серії А. У вище вказаному матчі забив свій перший м'яч за «Фламенгу». У чотирнадцятому турі Серії A Візеу відзначився двома голами в поєдинку проти «Атлетіку Мінейру», завдяки чому допоміг здобути важливу перемогу, яка повернула «Фламенгу» в G4. Протягом першого року професіональної кар'єри у «Фламенгу» Візеу відзначився 8-ма голами за рік.

#### 2017
Першим голом у новому календарному році за команду відзначився в поєдинку Ліги Каріока проти «Резенді». Отримавши якісну подачу від Кафу, замкнув її головою і забезпечив перемогу «Фламенго» у компенсований час. Свій перший професіональний титул виграв після перемоги «Фламенгу» на Маракані проти «Флуміненсе», ставши переможцем Ліги Каріоки.
Наступним голом відзначився у матчі проти «Сантуса» на Пакаембу. Забив м'яч у червоно-чорній футболці за рахунку 2:1, але його команда поступилася «Сантусу» наприкінці матчу з рахунком 2:3. Після декількох невдалих виступів протягом року знову нагадав про себе, відзначився голом у Фла-Флу, який завершився внічию 3:3, але «Фламенгу» пройшов до півфіналу Південноамериканського кубку завдяки перемозі (1:0) у першому матчі на Маракані.
Відзначився голом у переможному для «Фламенгу» поєдинку проти «Корінтіанса» (3:0), але посварився з Родолфо, зробивши непристойний жест у бік свого товариша по команді. У 2017 році Візеу допоміг клубу вийти у фінал Південноамериканського кубка, забив п'ять м'ячів у матчах проти «Флуміненсе», чилійського «Палестіно» та колумбійського «Атлетіко Хуніора». У переможному матчі проти Рубро-Негра на Маракані (2:1) під час святкування підійшов до лавки, щоб обійняти Родолфо. Разом з Джоном Сіфуенте та Луїсом Родрігесом він став найкращим бомбардиром турніру. У грудні того ж року з'явилася інформація про інтерес до Візеу московського «Локомотива» та італійського «Наполі».

### «Удінезе»
Гравця продали «Удінезе» за 20 мільйонів реалів, підписавши контракт на п’ять сезонів. 2 вересня у матчі проти «Фіорентини» дебютував в італійській Серії A.
Під час свого дебюту за «Удінезе» відзначився голом й віддав результативну передачу в розгромному переможному (10:0) товариському матчі проти Реппрезентатіви ФВГ.

### Оренда в «Греміо»
Не маючи ігрової практики в «Удінезе», 12 січня 2019 року підписав орендний контракт з «Греміо», розрахований до 31 січня 2020 року.
Дебютував за клуб 28 січня 2019 року в матчі Ліги Гаушу, в якій вийшов на 29-й хвилині 2-го тайму, де віддав гольову передачу. Став автором одного з голів у переможному (6:0) для «Греміо» поєдинку проти на «Авеніди», що принесло клубу з Порту-Алегрі титул Кубку володарів кубку Гаучу 2019 року.

### Оренда в «Атлетіку Паранаенсі»
4 січня 2020 року «Удінезе» оголосив, що Візеу буде відданий в оренду «Атлетіку Паранаенсі» до 31 грудня 2020 року, але через кілька днів угоду скасували.

### Оренда в «Ахмат» (Грозний)
16 січня 2020 року російський клуб «Ахмат» (Грозний) оголосив, що підписав контракт з Візеу, який приєднався до росіян в оренду до 31 грудня 2020 року з можливістю повноцінного переходу до вище вказаного клубу по завершенні терміну дії угоди. 7 липня 2020 року відзначився першим голом за «Ахмат», який приніс його команді виїзну перемогу над «Тамбовом» (2:1). 17 вересня 2020 року орендну угоду розірвали.

### Оренда в «Сеару»
23 жовтня 2020 року «Сеара» оголосив про орендну угоду з Візеу, розраховану до червня 2021 року, де отримав футболку з 97-м ігровим номером. Феліпе сказав, що задоволений можливістю та теплим прийомом, який він отримав від вболівальників, при цьому сказав, що «я подарував би радість вболівальникам».
Відзначився першим голом за Возао 22 листопада 2020 року в нічийному (2:2) поєдинку з «Атлетіку Мінейру» на Кастелані. Незважаючи на гол, Феліпе отримав травму 2-го ступеня м’язу лівого стегна, через що вже через нетривалий період часу був замінений.
20 лютого 2021 року забив свій другий м'яч за «Сеару» у переможному (2:0) поєдинку проти «Корітіби». Здобувши перемогу, Вожау пройшла кваліфікацію до Південнамериканського кубку, це була лише його друга участь у турнірі, до цього виступав у ньому лише в 2011 році, а також здобув першу в історії перемогу над «Коксою» на стадіоні Коуто Перейрі.

## Кар'єра в збірній

### Молодіжна збірна Бразилії (U-20)

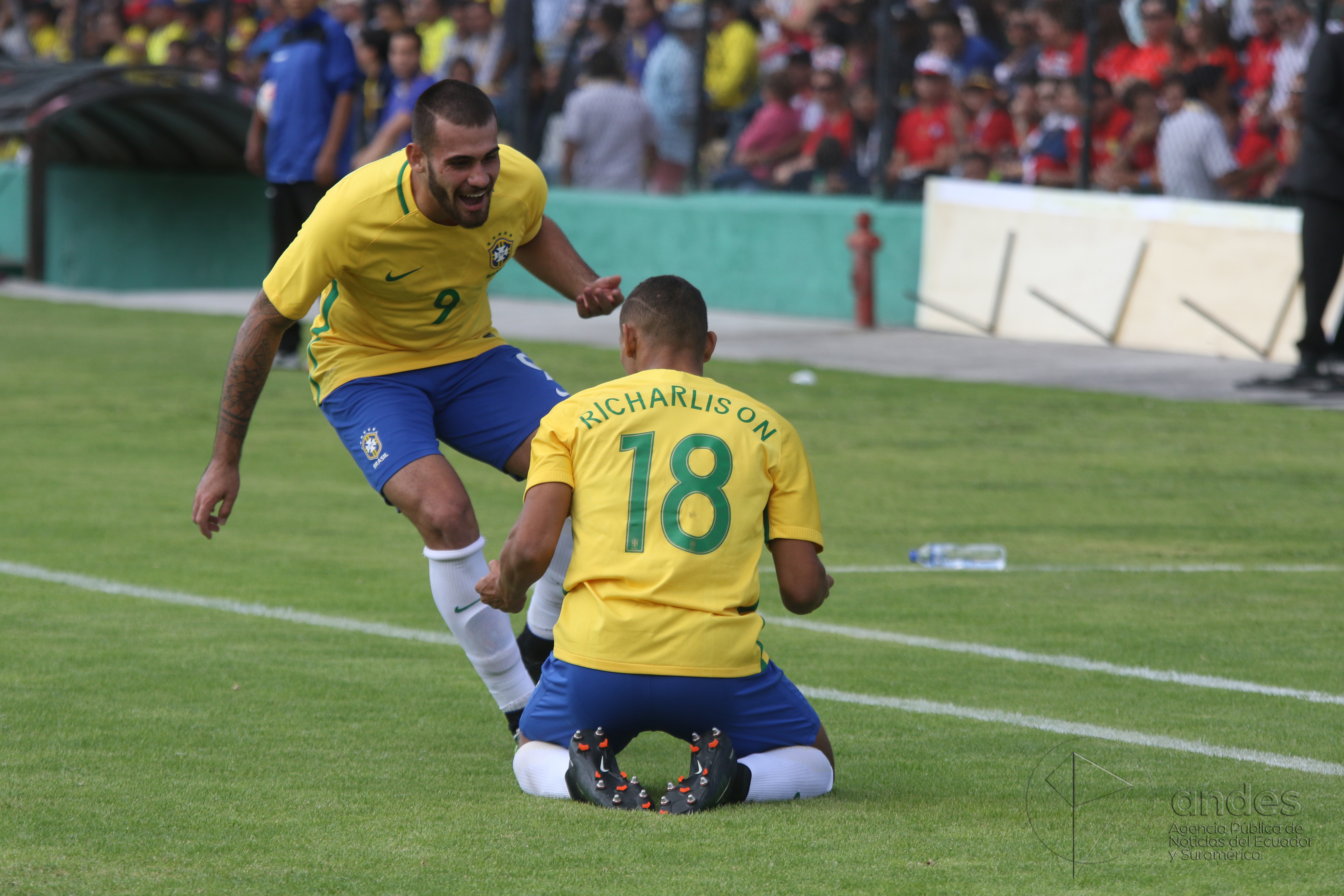
Візеу та Рішарлісон святкують гол у ворота збірної Парагваю (U-20) на молодіжноче чемпіонаті Південної Америки 2017 року.

20 серпня ім'я Візеу з'явилося в списку, який оприлюднив тренер Рожеріо Мікале на два товариські матчі проти Англії, в рамках підготовки до молодіжного чемпіонату Південної Америки 2017 року. До цього Візеу вже викликали 4 рази, але він завжди звільнявся через прохання Фламенгу.
23 вересня його викликав тренер Рожеріо Мікале, щоб захищати кольори молодіжної збірної Бразилії у турнірі Квадрангуляра, який проходив у Чилі й слугував підготовчим етапом для молодіжного Південноамериканського кубку. Бразилія завершила турнір як чемпіон. Візеу забив 2 м'ячі на турнірі, включаючи в нічийному (1:1) матчі.
У грудні 2016 року викликаний на молодіжний Південноамериканський кубок, який відбудеться в січні 2017 року в Еквадорі.
У 2017 році дебютував на Південноамериканському кубку. Візеу відзначився голом, який приніс перемогу збірній Бразилії проти Еквадору.

### Олімпійська збірна Бразилії
Візеу виклик як одного із чотирьох гравців заміни, яких КБФ надіслав до ФІФА та МОК для олімпійської збірної Бразилії, яка виграла золоті медалі на Олімпійських іграх 2016 року в Ріо. Таким чином, якщо хтось отримав травму під час турніру, його можна було викликати на заміну вибулого гравця. Завдяки цьому, незважаючи на те, що він не поїхав на Ігри, отримав золоту медаль, посилаючись на підкорення збірної Бразилії на Олімпійських іграх 2016 року в Ріо.

## Статистика виступів

### Клубна
Станом на 5 квітня 2021
| Клуб                       | Сезон             | Ліга               | Ліга  | Ліга | Чемпіонат штату | Чемпіонат штату | Кубок | Кубок | Континентальні | Континентальні | Інші  | Інші | Загалом | Загалом |
| Клуб                       | Сезон             | Дивізіон           | Матчі | Голи | Матчі           | Голи            | Матчі | Голи  | Матчі          | Голи           | Матчі | Голи | Матчі   | Голи    |
| -------------------------- | ----------------- | ------------------ | ----- | ---- | --------------- | --------------- | ----- | ----- | -------------- | -------------- | ----- | ---- | ------- | ------- |
| «Фламенгу»                 | 2016              | Серія A            | 15    | 5    | 7               | 3               | 1     | 0     | 1              | 0              | 2     | 0    | 26      | 8       |
| «Фламенгу»                 | 2017              | Серія A            | 18    | 2    | 8               | 2               | 2     | 0     | 8              | 5              | 2     | 0    | 38      | 9       |
| «Фламенгу»                 | 2018              | Серія A            | 5     | 3    | 6               | 0               | 0     | 0     | 0              | 0              | —     | —    | 11      | 3       |
| «Фламенгу»                 | Загалом           | Загалом            | 38    | 10   | 21              | 5               | 3     | 0     | 9              | 5              | 4     | 0    | 75      | 20      |
| «Удінезе»                  | 2018–19           | Серія A            | 5     | 0    | —               | —               | 0     | 0     | —              | —              | —     | —    | 5       | 0       |
| «Греміо» (оренда)          | 2019              | Серія A            | 11    | 1    | 10              | 2               | 3     | 2     | 2              | 0              | —     | —    | 26      | 5       |
| «Ахмат» (Грозний) (оренда) | 2019–20           | Прем'єр-ліга Росії | 7     | 1    | —               | —               | 0     | 0     | —              | —              | —     | —    | 7       | 1       |
| «Сеара» (оренда)           | 2020              | Серія A            | 11    | 2    | —               | —               | 3     | 0     | —              | —              | 2     | 0    | 16      | 2       |
| «Сеара» (оренда)           | 2021              | Серія A            | 0     | 0    | 0               | 0               | 0     | 0     | 0              | 0              | 6     | 1    | 6       | 1       |
| «Сеара» (оренда)           | Загалом           | Загалом            | 11    | 2    | 0               | 0               | 3     | 0     | 0              | 0              | 8     | 1    | 22      | 3       |
| Усього за кар'єру          | Усього за кар'єру | Усього за кар'єру  | 72    | 14   | 31              | 7               | 9     | 2     | 11             | 5              | 12    | 1    | 135     | 29      |

1. 1 2  Матч(і) в Південноамериканському кубку
2. 1 2  Матч(і) в Прімейра лізі
3. ↑  Матч(і) в Кубку Лібертадорес
4. 1 2  Матч(і) в Кубку Нордесте

## Досягнення
«Фламенгу»
- Ліга Каріока
  -  Чемпіон (1): 2017

- Кубок Гуанабара
  -  Володар (1): 2018

«Греміо»
- Ліга Гаушу
  -  Чемпіон (1): 2019

- Кубок володарів кубків Гаушу
  -  Володар (1): 2019

«Сеара»
- Кубок Нордесте
  -  Володар (1): 2020

Індивідуальні
- Найкращий бомбардир Південноамериканського кубку: 2017 (5 голів)